# Gare de Pontelambro - Castelmarte
La gare de Pontelambro - Castelmarte (en italien, Stazione di Pontelambro - Castelmarte) est une gare ferroviaire italienne de la ligne de Milan à Asso, située sur le territoire de la commune de Ponte Lambro, près de Castelmarte, dans la province de Côme en région de Lombardie.
Mise en service en 1922, c'est une halte voyageurs de LeNord desservie par des trains régionaux R.

## Situation ferroviaire
Établie à environ 310 mètres d'altitude, la gare de Caslino-d'Erba est située au point kilométrique (PK) 45 de la ligne de Milan à Asso, entre les gares ouvertes d'Erba et de Caslino-d'Erba.
La ligne est à voie unique, la gare dispose d'une voie et d'un quai

## Histoire
La gare de Pontelambro - Castelmarte est mise en service le 16 juin 1922, lors de la mise en service du dernier prolongement de la ligne.

## Service des voyageurs

### Accueil
Halte voyageurs LeNord, c'est un point d'arrêt sans personnel à entrée libre. 

### Desserte
Pontelambro - Castelmarte est desservie par des trains régionaux de la relation Milan-Cadorna - Canzo-Asso

### Intermodalité
Un parking pour les véhicules est aménagé à proximité.

## Patrimoine ferroviaire
L'ancien bâtiment principal, de style Art nouveau, est inutilisé pour le service des voyageurs.